# Santo Tomás (El Salvador)
Santo Tomás es un distrito dentro del Municipio de San Salvador Sur, que se encuentra en la zona sur del departamento de San Salvador, El Salvador.
De acuerdo al Censo de Población y Vivienda de 2024, tiene 32.099 habitantes.

## Toponimia
Su nombre honra a Tomás el Apóstol, santo de la iglesia católica, o por el General Tomás Regalado, presidente de El Salvador.

## Historia
Santo Tomás perteneció al convento de San Antonio de San Salvador en 1577 y a la parroquia de Santo Tomás en 1770. Fue parte del departamento de San Salvador entre los años 1824 a 1835, y desde ese año hasta 1839, al Distrito Federal de Centroamérica. Disuelta la Federación pasó nuevamente a formar parte de San Salvador, en su distrito sur. A partir de 1865 se creó el distrito de Santo Tomás que comprende las localidades de San Marcos, Panchimalco y Santiago Texacuangos.
El alcalde electo para el año de 1872 era don Saturnino Redondo.
El alcalde electo para el año de 1873 era don Cébulo Sánchez. Fue afectado por el terremoto del 19 de marzo de 7.3 grados de richter que destruyó a San Salvador.
Por Decreto Legislativo del 24 de octubre de 1996, publicado en el Diario Oficial del 19 de noviembre, se le confirió el título de «ciudad».

Actualmente debido a la restructuración,de Municipios, aprobada en 2023 por la asamblea legislativa del país pertenece al Municipio de San Salvador Sur, que comprende los distritos de : San Marcos, Panchimalco, Rosario de Mora, Santiago Texacuangos y Santo Tomas.

## Escudo de Santo Tomás
Este escudo fue creado por Rigoberto López Colorado (seudónimo “Orestes”) en octubre de 1975 con motivo de la celebración del centenario de la Villa de Santo Tomás.
- La flecha grabada que apunta hacia abajo representa el origen indígena y la valentía del pueblo. La flecha está dividida así:

1. En la parte superior izquierda se encuentra majestuosa la centenaria Ceiba, huella de las costumbres españolas de plantar esta clase de árboles en las plazas durante la colonia. Ella es un monumento del pueblo, ya que bajo su sombra se han realizado acontecimientos muy importantes, desde actos escolares hasta movimientos de orden político.
2. El fondo blanco representa la paz que todos anhelamos.
3. En la parte superior derecha de la flecha se aprecia la iglesia parroquial sobre el fondo azul de nuestro cielo. Ella representa el tiempo presente con su moderna estructura, denotando el progreso que ha tenido Santo Tomás. También es una demostración de fe del pueblo cristiano.
4. En la parte inferior de la flecha hay dos volcanes que representan a los barrios de la población, siendo ellos El Calvario y Las Mercedes, lo mismo que el aspecto orográfico del lugar.
5. En medio de los volcanes aparece el sol naciente trayendo la esperanza de un nuevo día e invita al trabajo, ya que de la fuerza de los hijos de esta tierra depende el progreso, como lo dice la leyenda que se encuentra entre sus rayos y para eso hay que formar una unidad disoluble.

- Sobre la flecha hay un carcaj con los colores de la bandera de la República que representa nuestra nacionalidad.
- Las cinco plumas rojas dentro del carcaj representan las poblaciones que integran el Distrito de Santo Tomás y ellos son: Santiago Texacuangos, San Marcos, Panchimalco, Rosario de Mora y Santo Tomás. Representan también la nobleza de nuestros caciques.
- Delante de las plumas hay un listón, en el extremo izquierdo se lee el título que en ese entonces tenía la población. En medio, el nombre del pueblo y en el extremo derecho el departamento donde se encuentra ubicado.
- Las nueve estrellas en la parte inferior representan los cantones pertenecientes a Santo Tomás.
- El listón de abajo tiene la leyenda donde se especifica que Santo Tomás cumple cien años de título de villa. En ambos extremos está la fecha de nacimiento (1875) y del centenario (1975).
- La rama de café y la mata de maíz representan la agricultura que es la base económica de la población.

## Geografía
Santo Tomás se divide en nueve cantones: San José Las Casitas, El Guaje, Potrerillos, El Carmen, Chaltepe, Caña Brava, El Ciprés, Cuapa y El Porvenir y dos barrios: Las Mercedes y El Calvario. Santo Tomás limita al norte con Ilopango y Soyapango; al Este, Santiago Texacuangos; al sur con Olocuilta y al oeste con Panchimalco y San Marcos.

### Hidrografía
Entre los ríos que riegan el municipio se encuentran El Jocote, El Cacao, La Colmena, Cuapa, Shutía, entre otros.

### Clima
El clima es cálido en la mayor parte del territorio; pertenece al tipo de tierra caliente y templada. Los meses que se pueden considerar más calientes son abril y mayo, por el día es muy común que la temperatura este alta pero por la noche por lo general es fresco y con un poco de brisa, los meses de octubre y noviembre son muy frescos, incluso con neblina, cuando hay lluvias suelen ser muy fuertes y acompañadas de rayos y relámpagos.

### Orografía
En cuanto a su orografía la elevación principal es el Cerro El Amate.

## Gobierno Municipal
En El Salvador, por disposiciones constitucionales, los municipios son autónomos en lo económico, técnico y administrativo (Art. 203). Se rigen por un concejo formado por un alcalde (elegido por voto libre y directo cada tres años, con opción a ser reelegido), un sindico y el concejo compuesto por 8 regidores propietarios y 4 regidores suplentes. En el caso de esta ciudad, actualmente es gobernada por el alcalde Mario Vásquez del partido de Nuevas Ideas, quien fue elegido en las elecciones populares del periodo de 2024 - 2027.

### Concejo Municipal 2024-2027
Alcalde Municipal: Mario Roberto Castro Vásquez (NI)

### Concejo Municipal 2021-2024
Desde el año 2015 por Decreto Lesgislativo sancionado por el Órgano Ejecutivo se cambió la forma unipartidaria de gobierno municipal, por lo que se establecieron los Gobiernos Municipales Plurales. Este será conformado por representantes de los partidos políticos en proporción de los votos recibidos según lo rige el código electoral.
Alcalde Municipal: Fredy Eduardo Ayala Sánchez (NI)
Síndico Municipal: José Olmedo Sosa Alas (NI)
Primer Regidor Propietario: Jaime Odir Uceda Avendaño (NI)
Segunda Regidora Propietaria: Vilma Verónica Sánchez de López (NI)
Tercera Regidora Propietaria: Gabriela Abigail Ábrego de Ramírez (NI)
Cuarto Regidor Propietario: Elmer Mauricio Abarca Flores (NI)
Quinto Regidor Propietario: Efraín Alfonso Cañas Colorado (ARENA)
Sexto Regidor Propietario: Julio Ernesto Melara Acevedo (ARENA)
Séptima Regidora Propietaria: Marcos Obdulio Molina (ARENA)
Octavo Regidor Propietario: Rosa Miriam Salamanca Cruz (GANA)
Primera Regidora Suplente: Jaime Roberto Larios García (NI)
Segundo Regidor Suplente: Rosa Hidalia Montes (ARENA)
Tercer Regidor Suplente: Deysi Carolina Alfaro Sánchez (NI)
Cuarto Regidor Suplente: Aura Jeanette Sánchez de Flores (ARENA)

### Concejo Municipal 2018-2021[6]
Alcalde Municipal: Efraín Alfonso Cañas Colorado (ARENA)
Síndico Municipal: Raúl Espinoza (ARENA)
Primer Regidor Propietario: Marcos Obdulio Molina (ARENA)
Segunda Regidora Propietaria: Rosa Hidalia Montes (ARENA)
Tercer Regidor Propietario: Óscar Eduardo López Pérez (ARENA)
Cuarta Regidora Propietaria: Aura Jeanette Sánchez de Flores (ARENA)
Quinto Regidor Propietario: Luis Roque Violantes Sarmientos (FMLN)
Sexto Regidor Propietario: Carlos Antonio Santos Benítez (FMLN)
Séptima Regidora Propietaria: Dania Lissette Colorado Rivera (GANA)
Octavo Regidor Propietario: David Ernesto Chacón Chavarría (PDC)
Primera Regidora Suplente: Señorita Dora Alicia González (ARENA)
Segundo Regidor Suplente: Roswal Gregorio Solórzano (FMLN)
Tercer Regidor Suplente: Eduardo Vásquez Vásquez (ARENA)
Cuarto Regidor Suplente: David Portillo Soriano (GANA)

## Información general
El monto pluvial oscila entre los 1.800 y 1975 mm. Cubre un área de 24.30 km² y su cabecera está a una altitud de 700.0 m s. n. m.
La economía del distrito se basa en la agricultura. Se cultiva café, caña de azúcar, hortalizas y frutas; en cuanto al comercio hay productos elaborados de la caña de azúcar, fabricación de muebles de madera, y productos pirotécnicos, entre otros; además de albergar pequeños negocios. Las fiestas patronales se celebran del 10 al 21 de diciembre en honor a Santo Tomás Apóstol.